# 얼짱시대 요즘뭐해?
《얼짱시대 요즘뭐해?》는 2020년부터 2021년까지 유튜브에서 방송된 웹 예능이다. 역대 얼짱시대의 얼짱들을 다시 만나 근황을 확인하는 프로그램이다.